# Liste der Baudenkmäler in Landsberied
Auf dieser Seite sind die Baudenkmäler in der oberbayerischen Gemeinde Landsberied zusammengestellt. Diese Tabelle ist eine Teilliste der Liste der Baudenkmäler in Bayern. Grundlage ist die Bayerische Denkmalliste, die auf Basis des Bayerischen Denkmalschutzgesetzes vom 1. Oktober 1973 erstmals erstellt wurde und seither durch das Bayerische Landesamt für Denkmalpflege geführt wird. Die folgenden Angaben ersetzen nicht die rechtsverbindliche Auskunft der Denkmalschutzbehörde.

## Baudenkmäler nach Ortsteilen

### Landsberied
| Lage                                                 | Objekt                                                  | Beschreibung | Akten-Nr.    | Bild                         |
| ---------------------------------------------------- | ------------------------------------------------------- | --- | ------------ | ---------------------------- |
| Nähe Hauptstraße (Standort)                          | Sühnekreuz aus Kalktuffstein                            | Versetzt, wohl noch spätmittelalterlich.                                                                                | D-1-79-132-5 | Sühnekreuz aus Kalktuffstein |
| Kirchstraße 3 (Standort)                             | Katholische Pfarrkirche St. Johann Baptist              | Schlichter Saalbau mit eingezogenem Polygonalchor und Chorflankenturm, von Josef Schormüller, 1931/35; mit Ausstattung. | D-1-79-132-1 | weitere Bilder               |
| Nähe Kirchstraße; Nähe Babenrieder Straße (Standort) | Kriegerdenkmal für die Gefallenen der beiden Weltkriege | Schriftblock mit Figur des Ritters St. Georg als Drachentöter, um 1920.                                                 | D-1-79-132-4 | weitere Bilder               |

### Babenried
| Lage                     | Objekt                                      | Beschreibung | Akten-Nr.    | Bild           |
| ------------------------ | ------------------------------------------- | --- | ------------ | -------------- |
| Dorfstraße 13 (Standort) | Katholische Filialkirche St. Johann Baptist | Spätgotischer Saalbau mit dreiseitigem Chorschluss und Flankenturm, 15. Jahrhundert, erneuert 1770; mit Ausstattung; Friedhof mit Grabsteinen um 1900. | D-1-79-132-3 | weitere Bilder |

## Ehemalige Baudenkmäler
| Lage                                    | Objekt                                  | Beschreibung                                                                                      | Akten-Nr.    | Bild |
| --------------------------------------- | --------------------------------------- | ------------------------------------------------------------------------------------------------- | ------------ | ---- |
| Landberied Bahnhofstraße ()             | Ausstattung der sogenannten Pestkapelle | 19. Jahrhundert.                                                                                  | D-1-79-132-2 |      |
| Landsberied Grünbergstraße 2 (Standort) | Kleinbauernhaus in Hanglage             | Kleiner symmetrischer Satteldachbau mit Stall im Kellergeschoss, drittes Viertel 19. Jahrhundert. |              | BW   |